# Alter-real
A lófajtát – mint a neve is utal rá – a portugál királyi ház számára tenyésztették. Lovasának hősies megjelenést adott, ideális termetével és mozgásával alkalmas volt a klasszikus iskolamunkára.
Ezt a fajtát az uralkodó Braganza-ház alapította 1748-ban Alentejo tartományban, Vila de Portelben, de a ménest 1756-ban átköltöztették Alterba. Az alapításakor 300 kiváló andalúz kancát hoztak Spanyolország leghíresebb tenyészközpontjából, Jerez de la Fronterából. A ménes sikeresen működött, ellátta lovakkal a lisszaboni királyi ménest.